# Campeonato de Europa de Fútbol Americano de 2018
El Campeonato de Europa de Fútbol Americano de 2018 (oficialmente 2018 American Football European Championship) fue la decimocuarta edición de la competencia regional a nivel de selecciones más importante de Europa.
Esta edición contó con una sede en Finlandia y se realizó del 29 de julio al 4 de agosto de 2018.
Se contó con 6 naciones afiliadas a la IFAF. Sirviendo como clasificación al Campeonato Mundial de 2019 de la IFAF. Francia, Austria y Finlandia clasificarían 

## Elección del país anfitrión
En octubre de 2015, la EFAF elige a Alemania como país anfitrión de la XIV edición del torneo. Alemania fue la sede del torneo por última ocasión en el 2010 y viene de ser sede del Campeonato Europeo Junior celebrado con gran éxito.
La propuesta de la AFVD para ser sede del Campeonato Europeo de 2018 fue respaldada por el presidio de la Confederación Deportiva Olímpica Alemana, la Confederación Deportiva Olímpica Alemana y el Ente Rector del Deporte. Además fue de particular importancia para la IFAF la decisión a favor de las autoridades de las ciudades alemanas de Berlin y Dresde como los estados federales de Berlin, Hessen y Sajonia en apoyar económicamente y logísticamente a la AFVD en organizar el evento, para el cual se ha asignado un presupuesto en el rango de siete dígitos.
En marzo de 2018, se anuncia a Finlandia como nuevo anfitrión del XIV edición del torneo, en consecuencia a varios factores, incluyendo los juegos de clasificación que no se jugaron a tiempo y los problemas económicos que causaron la sede inicial a posponer el torneo.
| Candidaturas oficiales                                                     | Candidaturas oficiales            |
| Países                                                                     | Torneos organizados anteriormente |
| -------------------------------------------------------------------------- | --------------------------------- |
| Finlandia                                                                  | 1991,1987                         |
| Alemania                                                                   | 2010, 2001, 2000, 1989            |
| – Candidatura ganadora. – Candidatura desestimada. – Candidatura retirada. |                                   |

## Clasificación
La clasificación para Campeonato de Europa de Fútbol Americano de 2018 inició el 30 de agosto de 2015 y culminó en marzo de 2018. Donde participaron 16 selecciones afiliadas a la EFAF.
La clasificación consta de tres fases. La primera fase se jugó en 2015 con la selección debutantes y los equipos que participaron en el torneo C de la competencia anterior, todas las selecciones con antecedentes fueron locales en el juego clasificatorio, Israel derrotando a España fue el único debutante en pasar a la siguiente ronda.

### Segunda fase
La segunda fase se jugó en 2016. Los ganadores de la primera fase compitieron en dos grupos junto con Italia y Reino Unido que fueron los anfitriones de cada grupo. Los ganados de cada grupo avanzarían a la última ronda de la clasificación.

#### Torneo en Italia
|        | 1 | 2 | 3 | 4  | Total |
| ------ | - | - | - | -- | ----- |
| Serbia | 0 | 0 | 0 | 14 | 14    |
| Italia | 3 | 7 | 7 | 0  | 17    |

#### Torneo en Reino Unido
|                 | 1  | 2  | 3 | 4 | Total |
| --------------- | -- | -- | - | - | ----- |
| República Checa | 0  | 7  | 0 | 6 | 13    |
| Reino Unido     | 17 | 14 | 0 | 7 | 38    |

### Tercera fase
Italia y Reino Unido, como ganadores de sus grupos, estaban designados a competir contra Suecia y Dinamarca (quinto y sexto lugar en el Campeonato Europeo de 2014), con los ganadores avanzando al torneo del 2018.
En junio del 2017, se anunció a Italia como primer calificado al torneo sin jugar su partido de clasificación. Finlandia, que ya estaba calificada, no apareció entre los calificados. 
En m                                                                                                                                                                                                                                                                                                                                                                                                                                                                                                                                                                                                                                                                                                                                                                                                                                                                                                                                                                                                                                                                                                                                                                                                                                                                                                                                                                                                                                                                                                                                                                                                                                                                                                                                                                                                                                                                                                                                                                                                                                                                                                                                                                                                                                                                                                                                                                                                                                                                                                                                                                                                                                                                                                                                                                                                                                                                                                                                                                                                                                                                                                                                                                                                                                                                                                                                                                                                                                                                                                                                                                                                                                                                                                                                                                                                                                                                                                                                                                                                                                                                                                                                                                                                                                                                                                                                                                                                                                                                                                                                                                                                                                                                                                                                                                                                                                                                                                                                                                                                                                                                                                                                                                                                                                                                                                                                                                                                                                                                                                                                                                                                                                                                                                                                                                                                                                                                                                                                                                                                                                                                                                                                                                                                                                                                                                                                                                                                                                                                                                                                                                                                                                                                                                                                                                                                                                                                                                                                                                                                                                                                                                                                                                                                                                                                                                                                                                                                                                                                                                                                                                                                                                                                                                                                                                                                                                                                                                                                                                                                                                                                                                                                                                                                                                                                                                                                                                                                                                                                                                                                                                                                                                                                                                                                                                                                                                                                                                                                                                                                                                                                                                                                                                                                arzo del 2018, la IFAF Nueva York anunció a Suecia, Dinamarca y Gran Bretaña como clasificados al torneo. Ahora dejando fuera del torneo a Alemania, el campeón actual, e Italia. El 28 de marzo de 2018, se anunció que la razón de dejar fuera a Alemania fue resultado a que los equipos de la Liga de Futbol Alemana se negaron a cambiar su calendario para acomodarlo al Campeonato Europeo. 
Las selecciones pertenecientes al grupo A clasifican automáticamente al torneo y Suecia, Dinamarca y Reino Unido clasificaron a partir de la exclusión de Alemania e Italia del torneo. Los clasificados automáticamente son:
- Finlandia Anfitrión
- Alemania Campeón
- Austria
- Francia

## Organización

### Formato de competencia
El torneo de desarrolla dividido en dos etapas: fase de grupos, final.
En la fase de grupos los 6 equipos se dividen en 2 grupos de 3 equipos cada uno, cada equipo juega una vez contra sus rivales de grupo en un sistema de todos contra todos, los equipos son clasificados en su grupo según su récord de victorias.
Los dos mejores equipos de cada grupo avanzan a la final del torneo, los segundos mejores juegan por el tercer lugar y los dos últimos juegan por el quinto lugar.
Final
- Ganador grupo A vs Ganador grupo B

3er Lugar
- Segundo grupo A vs Segundo grupo B

5to Lugar
- Tercero grupo A vs Tercero grupo B

### Sedes
La Federación Austriaca de Fútbol Americano (AFBÖ) eligió como sede anfitriona la ciudad de Vantaa.
El Myyrmäen jalkapallostadion fue elegida como la sede principal de torneo y será el recinto donde se juegue la fase final.
| Vantaa                     | Vantaa |
| -------------------------- | ------ |
| Myyrmäen jalkapallostadion | Vantaa |
| Capacidad: 4,700           | Vantaa |
|                            | Vantaa |

### Calendario
El calendario del evento.
| Fase           | Fechas                         |
| -------------- | ------------------------------ |
| Fase de grupos | Del 29 de Julio al 2 de agosto |
| Fase final     | El 4 agosto                    |

## Equipos participantes
| Equipos participantes | Equipos participantes | Equipos participantes |
| --------------------- | --------------------- | --------------------- |
| Finlandia             | Francia               | Reino Unido           |
| Austria               | Suecia                | Dinamarca             |

Sorteo
En marzo del 2018, se llevó a cabo el sorteo de grupos del torneo dejando al anfitrión, Finlandia y Austria, el mejor clasificado como cabezas de grupo. Después en el segundo bombo a Francia y Suecia como los terceros y cuartos mejores clasificados respectivamente. Finalmente en el Bombo 3 al Reino Unido y Dinamarca como los clasificados en las eliminatorias.
| Bombo 1                                                 | Bombo 2              | Bombo 3                     |
| ------------------------------------------------------- | -------------------- | --------------------------- |
| 1. Finlandia (Anfitrión) 2. Austria (Subcampeón actual) | 3. Francia 4. Suecia | 5. Reino Unido 6. Dinamarca |

## Resultados
- Las horas indicadas en los partidos corresponden al huso horario local de Finlandia: Horario de verano de Europa central – CEST: (UTC+2).

### Fase de grupos
– Clasificado para la final.

#### Grupo A
| Selección | PJ | PG | PP | PF | PC |
| --------- | -- | -- | -- | -- | -- |
| Austria   | 2  | 2  | 0  | 81 | 16 |
| Suecia    | 2  | 1  | 1  | 33 | 61 |
| Dinamarca | 2  | o  | 2  | 35 | 70 |

Calendario
|           | 1 | 2  | 3 | 4  | Total |
| --------- | - | -- | - | -- | ----- |
| Austria   | 0 | 14 | 6 | 20 | 40    |
| Dinamarca | 0 | 7  | 8 | 0  | 15    |

|           | 1  | 2 | 3  | 4 | Total |
| --------- | -- | - | -- | - | ----- |
| Dinamarca | 14 | 0 | 0  | 6 | 20    |
| Suecia    | 0  | 7 | 17 | 6 | 30    |

|         | 1  | 2  | 3 | 4 | Total |
| ------- | -- | -- | - | - | ----- |
| Suecia  | 3  | 0  | 0 | 0 | 3     |
| Austria | 21 | 10 | 7 | 3 | 41    |

#### Grupo B
| Selección   | PJ | PG | PP | PF | PC |
| ----------- | -- | -- | -- | -- | -- |
| Francia     | 2  | 2  | 0  | 63 | 23 |
| Finlandia   | 2  | 1  | 1  | 42 | 28 |
| Reino Unido | 2  | 0  | 2  | 16 | 70 |

Calendario
|             | 1 | 2  | 3 | 4 | Total |
| ----------- | - | -- | - | - | ----- |
| Reino Unido | 0 | 7  | 0 | 0 | 7     |
| Finlandia   | 7 | 21 | 0 | 0 | 28    |

|             | 1  | 2  | 3 | 4 | Total |
| ----------- | -- | -- | - | - | ----- |
| Francia     | 14 | 14 | 7 | 7 | 42    |
| Reino Unido | 3  | 3  | 3 | 0 | 9     |

|           | 1 | 2 | 3 | 4  | Total |
| --------- | - | - | - | -- | ----- |
| Finlandia | 0 | 0 | 7 | 7  | 14    |
| Francia   | 0 | 7 | 0 | 14 | 21    |

### Fase final

##### 5.opuesto
| en Myyrmäen jalkapallostadion, Vantaa - Día: 4 de agosto de 2018 - Hora: 11:00 - Asistencia: 303 - Referee: Veikko Lamminsalo - Reporte Archivado el 4 de agosto de 2018 en Wayback Machine. | \| \| 1 \| 2 \| 3 \| 4 \| Total \| \| ----------- \| - \| - \| -- \| - \| ----- \| \| Reino Unido \| 7 \| 7 \| 12 \| 7 \| 33 \| \| Dinamarca \| 0 \| 0 \| 8 \| 8 \| 16 \| |   |    |   |       |
| | 1 | 2 | 3  | 4 | Total |
| Reino Unido | 7 | 7 | 12 | 7 | 33    |
| Dinamarca | 0 | 0 | 8  | 8 | 16    |

##### 3.erpuesto
| en Myyrmäen jalkapallostadion, Vantaa - Día: 4 de agosto de 2018 - Hora: 15:00 - Asistencia: 1,984 - Referee: Bård Beylich - Reporte Archivado el 4 de agosto de 2018 en Wayback Machine. | \| \| 1 \| 2 \| 3 \| 4 \| Total \| \| --------- \| - \| - \| -- \| -- \| ----- \| \| Suecia \| 0 \| 6 \| 15 \| 0 \| 21 \| \| Finlandia \| 7 \| 7 \| 7 \| 14 \| 35 \| |   |    |    |       |
| | 1 | 2 | 3  | 4  | Total |
| Suecia | 0 | 6 | 15 | 0  | 21    |
| Finlandia | 7 | 7 | 7  | 14 | 35    |

##### Final
| en Myyrmäen jalkapallostadion, Vantaa - Día: 4 de agosto de 2018 - Hora: 18:00 - Asistencia: 1,757 - Referee: Øyvind Løken - Reporte Archivado el 7 de enero de 2019 en Wayback Machine. | \| \| 1 \| 2 \| 3 \| 4 \| Total \| \| ------- \| - \| -- \| -- \| - \| ----- \| \| Francia \| 7 \| 0 \| 14 \| 7 \| 28 \| \| Austria \| 0 \| 14 \| 0 \| 0 \| 14 \| |    |    |   |       |
| | 1 | 2  | 3  | 4 | Total |
| Francia | 7 | 0  | 14 | 7 | 28    |
| Austria | 0 | 14 | 0  | 0 | 14    |

| Campeón de Europa 2018 |
| Bandera de Francia     |
| Francia                |
| 1.º título             |

## Estadísticas

### Tabla general
La clasificación general indica la posición que cada selección ocupó al finalizar el torneo.
| Pos. | Selección   | Gr. | PJ | PG | PP | PA | PC |
| ---- | ----------- | --- | -- | -- | -- | -- | -- |
| 1    | Francia     | B   | 3  | 3  | 0  | 91 | 37 |
| 2    | Austria     | A   | 3  | 2  | 1  | 95 | 44 |
| 3    | Finlandia   | B   | 3  | 2  | 1  | 77 | 49 |
| 4    | Suecia      | A   | 3  | 1  | 2  | 54 | 96 |
| 5    | Reino Unido | B   | 3  | 1  | 2  | 49 | 86 |
| 6    | Dinamarca   | A   | 3  | 0  | 3  | 51 | 93 |

### Líderes del torneo
| Estadísticas Individuales | Estadísticas Individuales |
| ------------------------- | ------------------------- |
| Líder Corredor            | Sandro Platzgummer        |
| Líder pasador             | Paul Durand               |
| Líder en recepciones      |                           |
| Líder receptor            |                           |
| Líder anotador            | Sandro Platzgummer        |
| Líder goles de campo      |                           |
| Líder en tackleadas       |                           |
| Líder en capturas         |                           |
| Líder en intercepciones   |                           |
| Líder en fumbles          |                           |

## Premios y reconocimientos

### Jugador del partido
Este es un premio individual que se entrega al finalizar cada uno de los 9 partidos disputados, el cual reconocer al mejor jugador del partido de cada equipo.
| Jugador         | Partido |
| --------------- | ------- |
| Alexander Thury | 40:15   |
| Josh Amis       | 7:28    |
|                 | 20:30   |
|                 | 42:9    |
|                 | 3:41    |
|                 | 14:21   |
| Josh Amis       | 33:16   |
| Karri Pajarinen | 21:35   |
| Paul Durand     | 28:14   |

### Mejor jugador del torneo
El MVP es el premio al jugador más valioso del torneo. A lo largo de todo el torneo se analizan las capacidades de cada jugador para otorgar el reconocimiento al mejor jugador por sus actuaciones en la competencia.
| Premio | Jugador        | Selección |
| ------ | -------------- | --------- |
| MVP    | QB Paul Durand | Francia   |